# Казі Назрул Іслам
Казі Назрул Іслам (бенг. কাজী নজরুল ইসলাম; 25 травня 1899, Чурулія, Бенгальське президентство, Британська Індія — 29 серпня 1976, Дакка, Бангладеш) — бенгальський поет, музикант, революціонер та філософ. Один з перших бенгальських поетів, хто в своїх творах виступав проти гноблення і ортодоксальності. За свою поезію і активну національно-визвольну діяльність Казі Назрул Іслам був прозваний «Бідрохі Кобі» (поет-бунтівник).

## Перші роки
Казі Назрул Іслам народився в мусульманській родині в Британській Індії, отримав ґрунтовну релігійну освіту. Після проходження навчання він працював муедзином у місцевій мечеті. Пізніше приєднався до мандрівної театральної трупи «Лето», де навчався акторській майстерності, писав пісні та вірші для вистав та мюзиклів. У цей час він почав активно вивчати бенгальську мову, також санскритську літературу та священні книги індуїзму Пурани.
У 1914 році Назрул навчався у школі Дарірампур (нині університет ісламу імені Джатія Кабі Казі Назрула) в Трішалі, округ Міменсінгх. Довчився до 10 класу. На вступний іспит не з'явився, але в 1917 році, у віці 18 років, вступив до британської армії.

## Поет-бунтівник
У 1920 році Назрул звільнився з британської армії Індії, оселився в Колкаті і став журналістом. Він був противником британського панування в Індії. У своїх працях він закликав до революції, наприклад у «Бідрохі» (Повстанець), «Бхангар Гаан» (Пісня деструкції) і в таких публікаціях, як «Дхумкету» (Комета). Невдовзі британська влада ув'язнила його за участь у русі за незалежну Індію.
Славу Казі Назрулу приніс твір «Бідрохі» 1922 року, який є його найвідомішим твором.

## Революціонер
12 серпня 1922 року Назрул почав видавати щотижневик «Dhumketu» (бенг. ধূমকেতু; Комета). У цих публікаціях містився політичний зміст, який був спрямований на критику британської влади. Після публікації поеми «Anondomoyeer Agomone» у вересні 1922 року поліція увірвалася до видавництва і заарештувала Назрула.
14 квітня 1923 року його перевели з в'язниці Аліпоре в Хуґлі, Колката. Він розпочав сорокаденне голодування на знак протесту проти принизливого поводження британців до нього у в'язниці. Через місяць він перервав голодування і в грудні 1923 року був звільнений з в'язниці. Під час перебування у в'язниці він написав безліч віршів та пісень, багато з яких були заборонені британською владою в 1920-х роках.
Назрул відкрито критикував Індійський національний конгрес за відсутність позиції щодо здобуття політичної незалежності від Британської імперії. Він також агітував народ виступити проти британського панування.

## Особисте життя
25 квітня 1924 року Казі Назрул Іслам одружився з індускою Прамілою Деві. Вона належала до асоціації Брахмо Самадж, члени якої критикували шлюб з мусульманином. Назрул також зазнав критики з боку мусульманських релігійних лідерів. Вони критикували не лише його вірші та публікації, але й особисте життя.

## Поезія у масах
З часом поезія Назрула почала трансформуватися. Він почав створювати перші газелі на бенгальській мові, до того часу це були твори, написані лише перською та урду. На думку його сучасників, це був пік його творчості. Нарзул першим запровадив іслам до масової культури бенгальської музики. Перші записи ісламських пісень у виконанні Нарзул Іслама закінчилися великим комерційним успіхом, і багато видавництв зацікавилися у їхній публікації.